# Eudorylas scotinus
Eudorylas scotinus är en tvåvingeart som först beskrevs av Collin 1931.  Eudorylas scotinus ingår i släktet Eudorylas och familjen ögonflugor. Inga underarter finns listade i Catalogue of Life.